# Festuca bidenticulata
Festuca bidenticulata är en gräsart som beskrevs av Evgenii Borisovich Alexeev. Festuca bidenticulata ingår i släktet svinglar, och familjen gräs. Inga underarter finns listade i Catalogue of Life.